# 欧洲飞行队星章
欧洲飞行队之星奖章属于英国战役奖章，用于表彰1939年9月3日至1944年6月5日之间在被轴心国占领的欧洲和英国领空服役的优秀空军官兵，经国王乔治六世批准，于1945年设立。在获得欧洲飞行队之星奖章之前，获奖者必须满足1939-1945之星的授予标准并且在此基础上，继续在指定地区服役120天。
奖章的外形与1939-1945年奖章相似，只是在外侧圆的下部，刻有"Air Crew Europe Star",中文意思为欧洲飞行队之星。奖章的背面没有文字。整个章体高44mm，宽38mm。
奖章的上方由一个小铜环相连，穿过它的绶带有三种颜色。从中间向两边依次是蓝色、明黄色和黑色。其中蓝色代表天空、明黄色代表敌军搜寻上空飞机的探照灯然后黑色代表飞行员在夜间的飞行。

## 历史背景
英国和美国在1943年1月卡萨布兰卡会议上，确定了战胜德国的作战方针，决定开辟第二战场，要求两国空军“消灭和瓦解德国的军事工业和经济系统，降低了德国的士气，使其武装抵抗能力降到最低的程度”。规定轰炸的优先顺序为：潜艇工业、航空工业、交通运输系统、石油工业、其他军事工业。但是英美双方对如何执行这一决定，却存在很大的分歧。英国人主张夜间面积轰炸，美国人则认为应该选择为数不多的重要工业目标，加以彻底摧毁，这要比对许多工业目标给予低度破坏的效果好。美国为此制定了一个“直射”行动计划，包括6个目标系统的76个目标，预定从1943年6月至1944年4月间使德国的潜艇生产和飞机生产减少三分之二以上。
在1943年中，英国空军首先对德国比斯开湾沿岸的潜艇基地发动一次空中战役，以后又进行了鲁尔战役、汉堡战役、柏林战役三次摧毁城市的空中战役。在此期间，美国第8航空队还对德国航空工业、滚珠轴承工厂进行了轰炸。1943年7月底到8月初，美英盟国对汉堡进行了连续3天4夜的密集轰炸，共出动近3000架重型轰炸机，向城市人口密集区共投弹约1万吨，大部分是燃烧弹。汉堡成了火的海洋，火势形成炽热气柱，高达4000米，滚滚浓烟甚至渗入到了飞机的机舱里。据一些目击者回忆，柏油马路和电车玻璃统统被烈火烧焦和熔化，惊慌的逃难者躲到地下室被毒气憋死后活活地被烧成灰烬，有的则被活埋在废墟中丧生。这次空袭，使一半城市被严重摧毁，平民死亡人数达5万，烧伤、受伤以及残废人数高达20万。
汉堡空袭后，已有“轰炸机”绰号的哈里斯元帅，又被英国一些杂志称为“屠夫”。但轰炸的结果一点儿也没使哈里斯愉快起来，因为汉堡之战并没有加速德国彻底战败的到来。据哈里斯统计，至少要同时毁灭6个大城市，才能彻底摧毁德国。
1943年9月27日，盟军占领意大利福贾机场，11月美国第15航空队和英空军第205轰炸航空兵群进驻意大利。此时德国本土及其占领区全在英美飞机航程之内。美国又把新研制的P—51远程歼击机投入作战，减少了轰炸机的战损率。1943年，英美在空战中击落、击伤德机共10661架。
从1944年2月至6月止。英美空军为配合诺曼底登陆（“霸王”行动）轰炸了德国航空工业和运输系统，夺取了战役和战略制空权。2月20日至25日，美空军集中突击德国航空工业，共投弹4000吨，德各飞机工厂的厂房被毁面积达75%。3—4月继续对飞机工厂和机场大规模轰炸。对V—1飞弹和V—2飞弹发射阵地进行广泛的突击。2月至6月对柏林、莱比锡、法兰克福、纽伦堡等地都进行了大规模空袭。
在多次大空袭之后，盟军也被广大的指控滥杀无辜，和法西斯分子一样残忍。
由于官兵一般在满足1939-1945之星后，会先得到大西洋之星奖章，所以，飞行员只能获得欧洲飞行队勋条。于是欧洲飞行队之星奖章便成为二战之星系列奖章中最稀少的一种。由于它在市场上价格昂贵，因此出现了大批的仿品。所以，对于收藏者来说，入手欧洲飞行队之星奖章时必须要谨慎。本文也附带了一篇专门鉴别真假欧洲飞行队之星奖章的方法。授予来自澳大利亚和南非的空军飞行员的奖章的背面刻有官兵的个人信息。这种奖章在市面上很罕见。
欧洲飞行队之星奖章设立有两种勋条。第一种是大西洋勋条，第二种是法国和德国勋条。详细的授予标准可参见下文。

## 概述
由于官兵一般在满足1939-1945之星后，会先得到大西洋之星奖章，所以，飞行员只能获得欧洲飞行队勋带。因此欧洲飞行队之星奖章便成为二战之星系列奖章中最稀少的一种。由于它在市场上价格昂贵，因此出现了大批的仿品。所以，对于收藏者来说，入手欧洲飞行队之星奖章时必须要谨慎。本文也附带了一篇专门鉴别真假欧洲飞行队之星奖章的方法。授予来自澳大利亚和南非的空军飞行员的奖章的背面刻有官兵的个人信息。这种奖章在市面上很罕见。

### 空中服役
- A

在皇家空军服役的人员获得奖章的资格是4个月（120天），在一些特殊的地区服役的人员获得奖章的条件缩减为60天。如果官兵没有资格获得1939-1945之星奖章，他将不会被授予欧洲飞行队之星奖章。所以获奖者须满足一下的任意一个条件。
a
获奖者在空军服役60天得到1939-1945之星奖章，然后继续服役，然后才能获得欧洲飞行队之星奖章。
b
获奖者在任意地区服役180天得到1939-1945之星奖章，然后在空军继续服役，然后才能获得欧洲飞行队之星奖章。
- B

如果士兵在加入空军之前，曾在其他地区服役时间超过4个月（但少于180天），那么他必须先服满180天来获得1939-1945之星奖章，然后再服满欧洲飞行队之星奖章的授予标准。
- C

如果士兵在加入空军之前，曾在其他地区服役时间超过6个月，那么超出1939-1945之星奖章的服役时间将不会被计入欧洲飞行队之星奖章要求的服役时间。

## 奖章勋带
欧洲飞行队之星奖章设立有两种勋带。
- 大西洋勋带

被授予者后来荣获大西洋之星勋章
- 法国和德国勋带

被授予者后来荣获法国和德国之星勋章